# Bullenturm

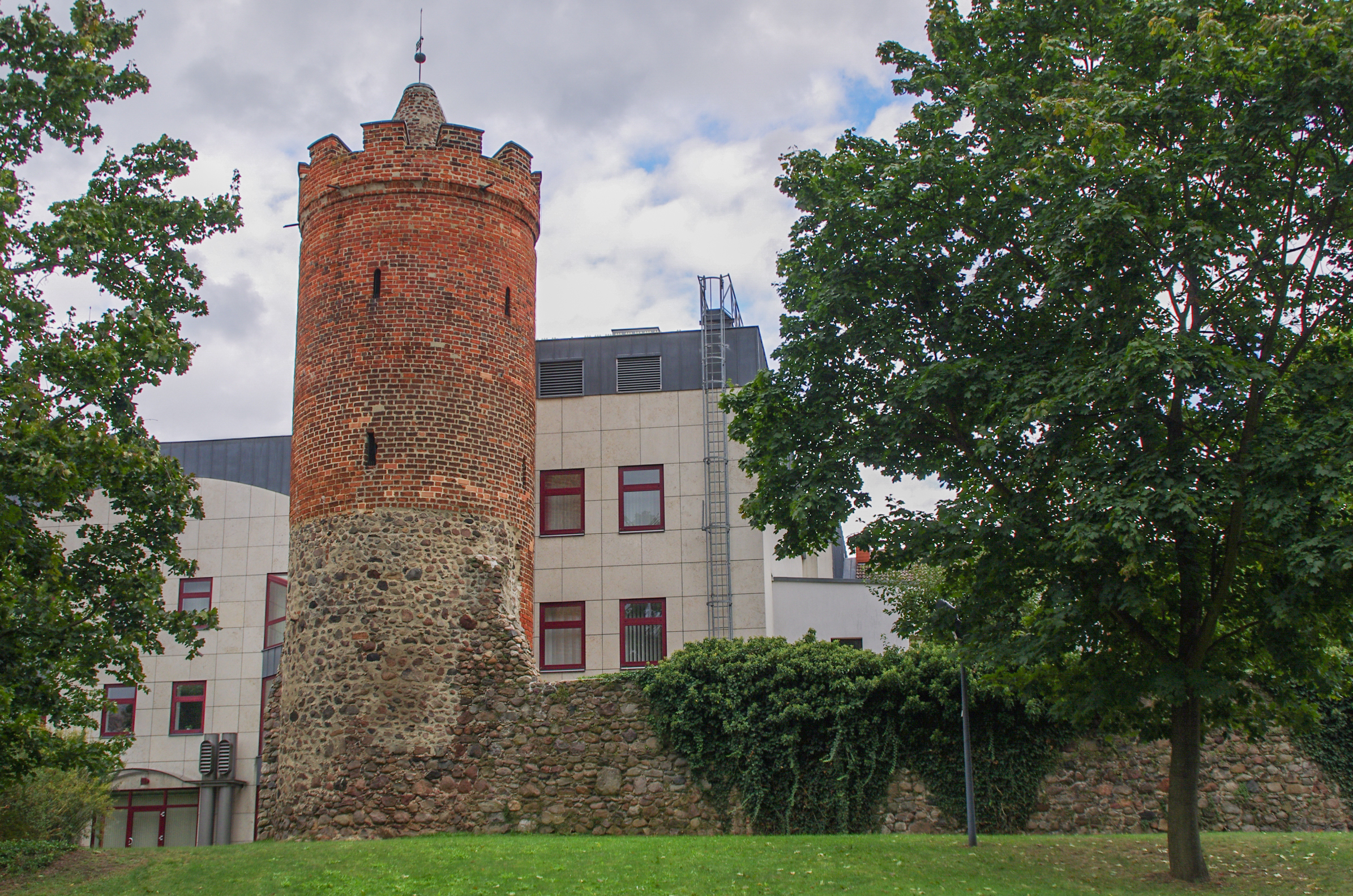
Bullenturm in Fürstenwalde/Spree

Der Bullenturm ist ein Teil der ehemaligen Stadtbefestigung von Fürstenwalde/Spree im Landkreis Oder-Spree im Land Brandenburg.

## Lage
Die Eisenbahnstraße verläuft im westlichen Bereich des historischen Stadtkerns in Nord-Süd-Richtung. Von ihr zweigt im Norden der Goetheplatz nach Westen hin ab. Südwestlich dieser Kreuzung befindet sich der Bullenturm, an den sich nach Osten Reste der historischen Stadtbefestigung anschließen.

## Geschichte
Das Bauwerk wurde ursprünglich als halbrundes Wiekhaus aus Feldstein errichtet. Seinen Namen verdankt er der Haltung von Bullen auf den vor dem Turm befindlichen Bullenwiesen. Nach 1400 erfolgte mit Hilfe von Mauersteinen der Ausbau zu einem Turm mit Wehrgang. Vermutlich zum Ende des 15. Jahrhunderts wurde er aufgestockt und erhielt einen Zinnenkranz und Kegelhelm. Ab 1817 nutzte das Fürstenwalder Ulanenregiment den Turm, um dort Pulver zu lagern. Da ein Blitzableiter fehlte, wurde das Pulver jedoch bereits 1826 wieder entfernt. Nach der Wende entstand neben dem Turm ein Verwaltungsgebäude der Kreissparkasse.

## Baubeschreibung
Im unteren Geschoss kamen kleine und unbehauene Feldsteine zum Einsatz, die nicht lagig geschichtet wurden. Die beiden oberen Geschosse entstanden aus rötlichem Mauerstein. Dort sind schmale Schießscharten verbaut. Der Turm schließt mit einem Zinnenkranz sowie einem gemauerten Kegelhelm mit Wetterfahne ab.